# Are You Listening?
Are You Listening? – pierwszy solowy album Dolores O’Riordan wokalistki zespołu The Cranberries. Premierę miał 7 maja 2007. 

## Lista utworów
1. "Ordinary Day" - 4:04
2. "When We Were Young" - 3:23
3. "In the Garden" - 4:27
4. "Human Spirit" - 4:00
5. "Loser" - 2:56
6. "Stay With Me" - 4:01
7. "Apple of My Eye" - 4:42
8. "Black Widow" - 4:56
9. "October" - 4:38
10. "Accept Things" - 4:11
11. "Angel Fire" - 5:02
12. "Ecstasy" - 5:13